# ياسوأكي كاتو
ياسوأَكي كاتو (باليابانية: 加藤 泰明) (10 أبريل 1976 في شيزوكا في اليابان – )؛ هو لاعب كرة قدم ياباني سابق كان يلعب كمدافع.
ولد كاتو في ولاية شيزوكا في 10 أبريل 1976. بعد تخرجه من مدرسة شيميزو التجارية الثانوية، انضم إلى ناغويا غرامبوس إيت في عام 1995. على الرغم من أنه لعب عدة مباريات حتى عام 1996، إلا أنه كان بالكاد يلعب في المباراة. تقاعد نهاية موسم عام 1997.

## وصلات خارجية
- ياسوأكي كاتو على موقع رابطة كرة القدم اليابانية للمحترفين (اليابانية)
- ياسوأكي كاتو على موقع عالم كرة القدم.نت (الإنجليزية)